# Fressenneville
Fressenneville är en kommun i departementet Somme i regionen Hauts-de-France i norra Frankrike. Kommunen ligger i kantonen Friville-Escarbotin som tillhör arrondissementet Abbeville. År 2022 hade Fressenneville 2 086 invånare.

## Befolkningsutveckling
Antalet invånare i kommunen Fressenneville
| Referens: INSEE |